# Granville
Granville (wymowaⓘ) – miejscowość i gmina we Francji, w regionie Normandia, w departamencie Manche.
Według danych na rok 1999 gminę zamieszkiwały 12 687 osoby, a gęstość zaludnienia wynosiła 1281 osoby/km² (wśród 1815 gmin Dolnej Normandii Granville plasuje się na 14. miejscu pod względem liczby ludności, natomiast pod względem powierzchni na miejscu 514.).

## Współpraca
Miejscowości partnerskie:
- Altea, Hiszpania
- Bad Kötzting, Niemcy
- Bellagio, Włochy
- Bundoran, Irlandia
- Chojna, Polska
- Bundoran, Irlandia
- Holstebro, Dania
- Houffalize, Belgia
- Judenburg, Austria
- Karkkila, Finlandia
- Kőszeg, Węgry
- Marsaskala, Malta
- Meerssen, Holandia
- Niederanven, Luksemburg
- Oxelösund, Szwecja
- Preny, Litwa
- Preweza, Grecja
- Sesimbra, Portugalia
- Türi, Estonia
- Sigulda, Łotwa
- Sušice, Czechy
- Zwoleń, Słowacja
- Agros, Cypr
- Seret, Rumunia
- Škofja Loka, Słowenia
- Trjawna, Bułgaria